# De mundi sensibilis atque intelligibilis forma et principiis
De mundi sensibilis atque intelligibilis forma et principiis ("Sobre la forma y los principios del mundo sensible e inteligible") es una disertación del filósofo Immanuel Kant. Aunque fue escrita en 1770, hacia el final del llamado "período precrítico", ya están presentes en ella algunos elementos que posteriormente tendrían gran importancia en la principal obra especulativa de Kant, la Crítica de la razón pura. Esta disertación, que expuso y defendió junto a Marcus Herz el 21 de agosto de 1770, fue su primera clase como profesor ordinario de metafísica y lógica en la Universidad de Königsberg, por lo que se la suele llamar "disertación inaugural".